# Bjässjön
Bjässjön är en sjö i Sundsvalls kommun i Medelpad och ingår i Indalsälvens huvudavrinningsområde. Sjön är 18,3 meter djup, har en yta på 3,65 kvadratkilometer och är belägen 194 meter över havet. Sjön avvattnas av vattendraget Bjässjöån. Vid provfiske har bland annat abborre, gers, gädda och mört fångats i sjön.

## Delavrinningsområde
Bjässjön ingår i det delavrinningsområde (694863-156328) som SMHI kallar för Utloppet av Bjässjön. Medelhöjden är 241 meter över havet och ytan är 18,17 kvadratkilometer. Räknas de 3 avrinningsområdena uppströms in blir den ackumulerade arean 34,2 kvadratkilometer. Bjässjöån som avvattnar avrinningsområdet har biflödesordning 2, vilket innebär att vattnet flödar genom totalt 2 vattendrag innan det når havet efter 35 kilometer. Avrinningsområdet består mestadels av skog (71 procent). Avrinningsområdet har 4,22 kvadratkilometer vattenytor vilket ger det en sjöprocent på 23,2 procent.

## Fisk
Vid provfiske har följande fisk fångats i sjön:
- Abborre
- Gärs
- Gädda
- Mört
- Nors
- Sik